# Cattedrale di Salto
La cattedrale di San Giovanni Battista (in spagnolo: Catedral de San Juan Bautista) è un edificio di culto cattolico della città uruguaiana di Salto. La chiesa è sede dell'omonima parrocchia e cattedrale della diocesi di Salto. È stata dichiarata Monumento Storico Nazionale.

## Storia
Nel 1866 il vescovo di Montevideo Jacinto Vera y Durán pose la prima pietra di un primo oratorio dedicato a San Giovanni Battista che nel 1887 fu elevato al rango di cattedrale. Nel 1921 fu ottenuto il permesso per la costruzione di una nuova chiesa. I lavori di costruzione del nuovo fabbricato, progettato dall'architetto italo-uruguaiano Ernesto Vespignani, iniziarono due anni dopo e nel 1930 furono ultimati. La chiesa era tuttavia già stata aperta al culto nel 1926. Ulteriori opere di completamento ed ampliamento furono realizzate nel 1933, nel 1943, nel 1954 e nel 1962.

## Descrizione
La chiesa presenta una pianta a croce latina, con una profonda abside semicircolare. La facciata, di gusto barocco, è liberamente ispirata a quella della chiesa del Gesù di Roma ed è fiancheggiata da due torri campanarie sormontate ciascuna da un cupolino. L'interno, d'impronta eclettica, è suddiviso in tre navate separate tra loro da una serie di archi sorretti da un colonnato.